# おニャン子のアブない夜だよ
おニャン子のアブない夜だよ（おにゃんこのあぶないよるだよ）は、ニッポン放送の制作により、月曜日から木曜日で放送されていた約10分間のラジオ番組のタイトル。ニッポン放送に於ける放送時間は、毎週月曜日から木曜日までの23:43 - 23:53頃で、『ヤングパラダイス』内で放送されていた。

## 概要
おニャン子クラブのメンバー数人が、“放課後のおしゃべり”を展開する約10分の番組であった。
毎回、番組はいきなり会話で始まり、「あぶない、あぶなーい」の台詞で番組が終了していた。
一週間に届いたはがきの数は200～300通ほど。ハガキが読まれたリスナーへのプレゼントには『夜の福袋』などがあった。
1986年6月3日には、本番組のテレビ版である『おニャン子のアブない夜だよ 生放送』が、フジテレビの『火曜ワイドスペシャル』枠で放送された。

## パーソナリティ
- 河合その子（1985年11月4日 - 1986年3月）
- 国生さゆり（1985年11月4日 - 1986年3月）
- 渡辺美奈代（1985年12月 - 1987年4月2日）
- 横田睦美（1985年12月 - 1986年9月）
- 白石麻子（1986年4月 - 9月）
- 岩井由紀子（1986年10月6日 - 1987年4月2日）
- 生稲晃子（1987年4月6日 - 9月）
- 渡辺満里奈（1987年4月6日 - 9月）

## 主なコーナー
- ちくりインフォメーションの夜（月曜日）
- 大笑いの夜（火曜日）
- 耳よりニュースの夜（水曜日）
- よろめきの夜（木曜日）

## ネット局
- 東海ラジオ　22:10 - 22:20（夜ワイド番組『ここがSF一丁目』内で放送）
- 毎日放送　21:40 - 21:50
  - 両局とも途中1986年10月からネット開始。